# Trolalá
Trolalá foi um programa de televisão do gênero humorístico exibido pela MTV. Estreando em 7 de maio de 2012 no elenco contava com Tatá Werneck e Paulinho Serra que telefonavam para os amigos dos telespectadores para passar trotes. O programa também recebeu a visita de vários artistas e bandas famosas, que ajudavam a trollar quem estava na linha. O título do programa faz referência à gíria de internet troll que designa uma pessoa cujo comportamento tende sistematicamente a desestabilizar uma discussão, provocar e enfurecer as pessoas envolvidas. Com duração de 15 minutos o programa utilizava apenas um estúdio com um chroma key.

## História
Originalmente o programa tinha uma classificação indicativa de "livre para todos os públicos", após o Ministério da Justiça classificar o programa como de "linguagem imprópria" ele foi designado para "recomendado para maiores de 10 anos".
Em especial um episódio do programa rendeu vários comentários após os boatos que a emissora estaria sendo vendida após uma suposta crise. Com isso, Paulinho Serra integrante do programa ligou para a própria emissora se passando por um empresário de Eike Batista.